# Жан Бастьєн
Жан Бастьєн (фр. Jean Bastien; нар. 21 червня 1915, Оран, Французький Алжир — пом. 8 квітня 1969, Марсель, Франція) — французький футболіст, що грав на позиції півзахисника. Учасник третього чемпіонату світу.

## Клубна кар'єра
Перші кроки у футболі зробив у Алжирі. 1935 року переїхав до Франції і дебютував за команду «Олімпік» (Марсель), в якій провів три сезони, взявши участь у 80 матчах чемпіонату. За цей час виборов титули чемпіона і володаря кубка Франції. В останньому довоєнному сезоні захищав кольори столичного «Расінга» (третє місце у чемпіонаті, провів 20 ігор).
У роки Другої світової війни проводився лише кубок, а також різноманітні регіональні турніри. У цей час виступав за марсельську команду і «Тулузу». У складі «Олімпіка» двічі грав у фіналах національного кубка: 1940 року сильнішим виявився столичний «Расінг», а 1943 — у додатковому матчі партнери Бастьєна забили чотири голи у ворота «Бордо».
За «Олімпік» виступав до 1949 року. В сезоні 1947/48 здобув другий титул чемпіона Франції. За вісім сезонів у Лізі 1 провів 231 матч, забив 8 м'ячів. Завершив професійну ігрову кар'єру у клубах другого дивізіону «Спортінг» (Марсель) і «Монпельє».

## Виступи за збірну
Тренер національної збірної Гастон Барро включив Бастьєна до заявки на третій чемпіонат світу. Турнір проходив у Франції. У першому матчі Жан Ніколя і Еміль Венант тричі відзначилися у воротах голкіпера збірної Бельгії, і остаточний рахунок гри — 3:1. Але вже в чвертьфіналі «рідні стіни» не допомогли французам. Перший тайм зі збірною Італії завершився внічию, а в другій половині гри не вдалося втримати Сільвіо Піолу.
У першій половині 40-х років міжнародні матчі майже не проводилися. Свій третій поєдинок за збірну провів проти команди Бельгії у грудні 1944 року (перемога 3:1). В останньому, четвертому, матчі його команда поступилася збірній Австрії. Гра відбулася на «Пратерштадіоні» у грудні 1945 року: остаточний рахунок 1:4, «хет-триком» відзначився Карл Деккер.

## Досягнення
- Чемпіон Франції (2): 1937, 1948
- Віце-чемпіон Франції (1): 1938
- Володар кубка Франції (2): 1938, 1943
- Фіналіст кубка Франції (1): 1940

## Статистика
Статистика виступів в офіційних матчах:
| Сезон             | Команда              | Чемпіонат | Чемпіонат | Чемпіонат | Кубок | Кубок | Збірна | Збірна |
| Сезон             | Команда              | Ліга      | Ігри      | Голи      | Ігри  | Голи  | Ігри   | Голи   |
| ----------------- | -------------------- | --------- | --------- | --------- | ----- | ----- | ------ | ------ |
| 1935/36           | «Олімпік»            | Д-1       | 29        | 2         | 4     | 1     | —      | —      |
| 1936/37           | «Олімпік»            | Д-1       | 25        | 1         | 3     | 1     | —      | —      |
| 1937/38           | «Олімпік»            | Д-1       | 26        | 0         | 8     | 0     | 2      | 0      |
| 1938/39           | «Расінг» (Париж)     | Д-1       | 20        | 0         |       |       | —      | —      |
| 1939/40           | «Олімпік»            | —         | —         | —         | 1     | 0     | —      | —      |
| 1940/41           | «Тулуза»             | —         | —         | —         | 6     | 0     | —      | —      |
| 1941/42           | «Олімпік»            | РТ        | 13        | 0         | 3     | 0     | —      | —      |
| 1942/43           | «Олімпік»            | РТ        | 28        | 0         | 8     | 0     | —      | —      |
| 1943/44           | «Марсель-Прованс»    | РТ        | 27        | 1         | 3     | 1     | —      | —      |
| 1944/45           | «Олімпік»            | РТ        | 12        | 0         | 2     | 0     | 1      | 0      |
| 1945/46           | «Олімпік»            | Д-1       | 33        | 0         | 5     | 0     | 1      | 0      |
| 1946/47           | «Олімпік»            | Д-1       | 34        | 2         | 3     | 1     | —      | —      |
| 1947/48           | «Олімпік»            | Д-1       | 32        | 1         | 3     | 1     | —      | —      |
| 1948/49           | «Олімпік»            | Д-1       | 32        | 2         | 2     | 0     | —      | —      |
| 1949/50           | «Спортінг» (Марсель) | Д-2       | 17        | 1         | 1     | 0     | —      | —      |
| 1950/51           | «Монпельє»           | Д-2       | 4         | 0         | —     | —     | —      | —      |
| Усього за кар'єру | Усього за кар'єру    | Д-1       | 231       | 8         | 52    | 5     | 4      | 0      |
| Усього за кар'єру | Усього за кар'єру    | Д-2       | 21        | 1         | 52    | 5     | 4      | 0      |

Статистика виступів на чемпіонаті світу:
| 1/8 фіналу 5 червня 1938 |

| Франція                   | 3 — 1 | Бельгія      |
| ------------------------- | ----- | ------------ |
| Венант 1' Ніколя 11', 69' | Звіт  | Ісемборг 19' |

| «Олімпійський стадіон Ів дю Мануар» (Коломб) Глядачів: 30 454 |

Франція: Лоран Ді Лорто, Ектор Касенаве, Етьєн Маттле (), Жан Бастьєн, Огюст Жордан, Рауль Дьянь, Альфред Астон, Оскар Ессерер, Жан Ніколя, Едмон Дельфур, Еміль Венант. Тренер — Гастон Барро.
Бельгія: Арнольд Баджу, Робер Паверік, Корнель Сейс, Жан ван Альфен, Еміль Стейнен (), Альфонс Де Вінтер, Шарль Ванден Ваувер, Бернар Ворхоф, Анрі Ісемборг, Раймон Брен, Нан Буйле. Тренер — Джек Батлер.
| 1/4 фіналу 12 червня 1938 |

| Франція     | 1 — 3 | Італія                      |
| ----------- | ----- | --------------------------- |
| Ессерер 10' | Звіт  | Колауссі 10' Піола 52', 72' |

| «Олімпійський стадіон Ів дю Мануар» (Коломб) Глядачів: 58 455 |

Франція: Лоран Ді Лорто, Ектор Касенаве, Етьєн Маттле (), Жан Бастьєн, Огюст Жордан, Рауль Дьянь, Альфред Астон, Оскар Ессерер, Жан Ніколя, Едмон Дельфур, Еміль Венант. Тренер — Гастон Барро.
Італія: Альдо Олів'єрі, Альфредо Фоні, П'єтро Рава, П'єтро Серантоні, Мікеле Андреоло, Уго Локателлі, Амедео Б'яваті, Джузеппе Меацца (), Сільвіо Піола, Джованні Феррарі, Джино Колауссі. Тренер — Вітторіо Поццо.